# Inanwatan Airport
Inanwatan Airport är en flygplats i Indonesien.   Den ligger i provinsen Papua, i den östra delen av landet, 2 800 km öster om huvudstaden Jakarta. Inanwatan Airport ligger 4 meter över havet.
Terrängen runt Inanwatan Airport är mycket platt. Havet är nära Inanwatan Airport åt sydväst. Runt Inanwatan Airport är det mycket glesbefolkat, med 4 invånare per kvadratkilometer. I omgivningarna runt Inanwatan Airport växer i huvudsak städsegrön lövskog.